# モンゴルの神聖ローマ帝国侵攻

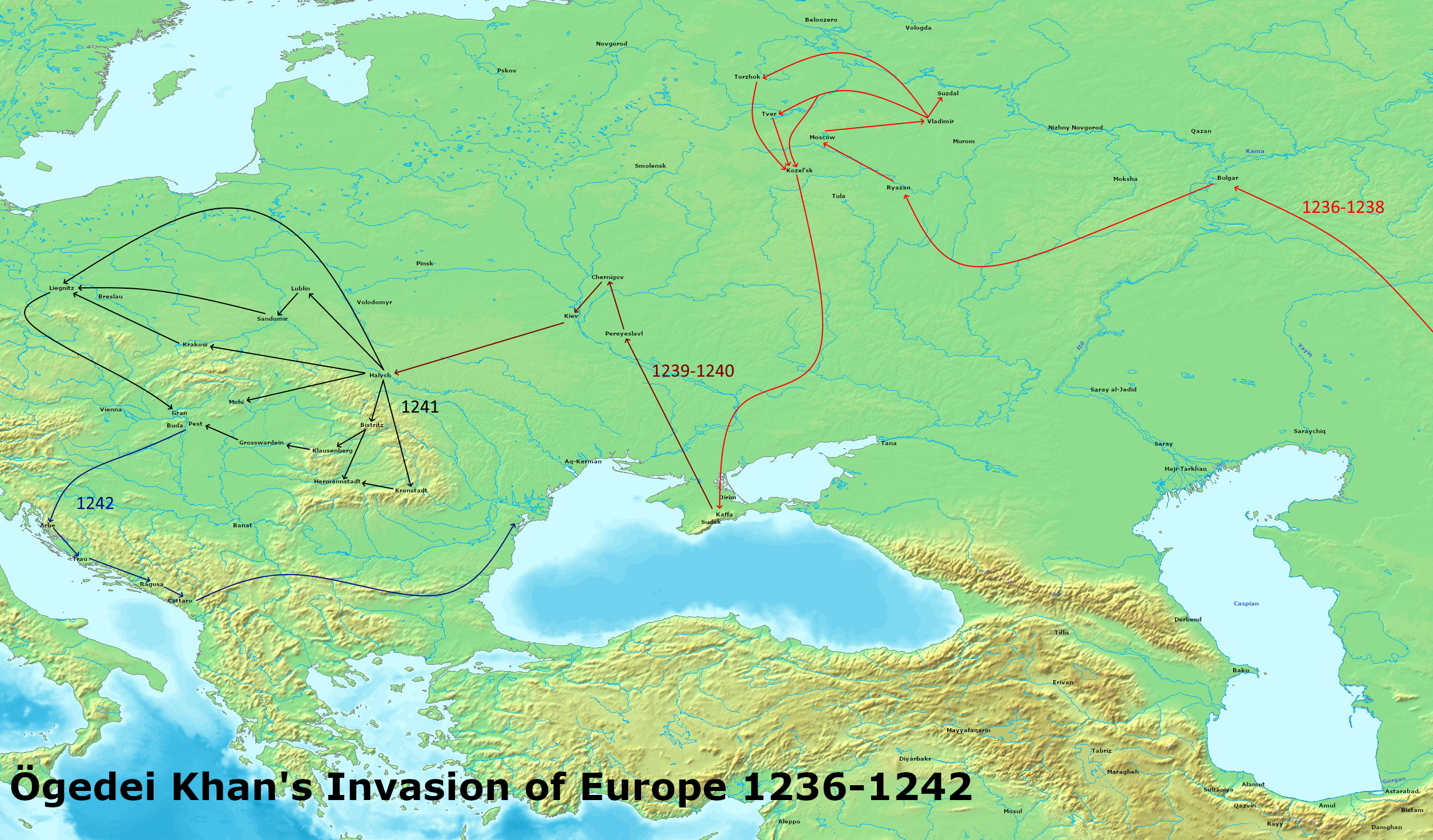
モンゴルのヨーロッパ侵攻図。

モンゴルの神聖ローマ帝国侵攻（モンゴルのしんせいローマていこくしんこう）は、1241年春と1241年-1242年の冬に行われた。これらは、モンゴル軍による最初のヨーロッパへの大規模な侵攻の一部であった。
モンゴル軍は神聖ローマ帝国の領土奥深くには進まず、この方面では大規模な武力衝突も生じなかった。一方、ポーランドに侵攻した軍団はドイツ東部に進出した後、1241年4月から5月にかけてモラヴィア辺境伯領を越えて、ハンガリーに侵攻した軍と合流した。その際、モンゴル軍はモラヴィア地方を蹂躙したが、軍事的要衝への攻撃は避けている。ボヘミア王ヴァーツラフ1世はドイツの諸侯と合流したが、戦闘を避けてモラヴィアでモンゴル軍の動向を監視した。1カ月後には、オーストリア公国の北部で数百人の死者を出す大規模な衝突があったが、オーストリア人とハンガリー人が協力してモンゴル軍に対抗するには至らなかった。
モンゴル軍の脅威に対応するため、帝国教会と帝国諸侯（フュルスト）は会議を開いた。教皇グレゴリウス9世は十字軍の説法を命じ、イタリアからは皇帝フリードリヒ2世がそのための回勅を出した。ドイツ王コンラート4世の指揮する十字軍は1241年7月1日に招集されたが、出発して数週間後にはモンゴル軍侵攻の危機が去ったとして解散してしまった。
神聖ローマ帝国内ではモンゴル軍との大規模な軍事衝突は起こらなかったが、神聖ローマ帝国がモンゴル軍を牽制したという噂は、帝国の国境を越えて広がっていった。スペインからアルメニアまで、ボヘミアやドイツの王がモンゴル軍を倒して退却させたという記録がいくつかの言語で残されている。モラヴィアでは、モンゴル軍に勝利したとされる記録が伝説となった。ドイツでは、モンゴル軍がヨーロッパから撤退したのは、十字軍の軍事行動のおかげだとする作家もいた。実際には、モンゴル軍はキプチャク人（クマン人）を受け容れたハンガリー王を討伐することを第一の目的としていたため、神聖ローマ領の大部分はモンゴル軍の攻撃を免れたと考えられる。
モンゴルは1241年12月と1242年1月にオーストリア東部とモラヴィア南部を再び襲撃した。100年後の1340年にはブランデンブルク辺境伯領を襲撃した。この2回の襲撃の間にも、1351年になっても、帝国内では何度も反モンゴル十字軍が説かれた。

## 背景

モンゴル侵攻前夜、1230年代のヨーロッパ

西ヨーロッパでは、少なくとも1236年頃から、モンゴル軍西進の最終目標は神聖ローマ帝国であるという見方が一般的であった。このような見方は確かな情報に基づくものもあったが、大部分は終末論的な解釈に基づくものであった。神聖ローマ帝国の東部国境にモンゴル軍が到着したことは、10世紀のマジャール人（ハンガリー人）の侵入以来、帝国が直面する初めての深刻な外部の脅威であった。しかし、この頃の神聖ローマ帝国は皇帝フリードリヒ2世が1239年にローマ教皇より破門され、ローマ教皇はイタリアで皇帝に対する政治十字軍を手配するなど、皇帝と教皇の内部対立によってモンゴル軍の侵攻に対抗する体制が整っていなかった。
1237年、ハンガリー王ベーラ4世は降伏を要求するモンゴルの最後通牒を受け取った。トロワ＝フォンテーヌのアルベリックによると、1238年に皇帝フリードリヒ2世の宮廷も同じような最後通告を受けたというが、他の史料に言及はなく、そのような文書も現存していない。フリードリヒ2世は「ハンの鷹匠（シバウチ）になれるなら喜んで王位を辞する」と答えたとされる。『Annales Sancrucenses』には、モンゴル軍がオーストリア公フリードリヒ2世にも大使を送って服従を求めたと記録されている。
パリのマシューは『Chronica majora』の中で、1238年にはモンゴル軍侵攻の噂が帝国内に広まり、そのためにフリースラントの魚屋がイングランドに行きたがらなかったと記録している。また、1240年に皇帝フリードリヒ2世がイングランド王ヘンリー3世にモンゴルの脅威を知らせる手紙を送っていたことも記録されている。マシューは、モンゴル軍はイスラエルの失われた部族であり、ワイン樽でドイツから武器を密輸していたユダヤ人に助けられていたという噂の出所でもある。これに対し、ユダヤ人商人はワイン樽には侵略者に供するための毒入りワインが入っていたと主張していたという。このような噂のために、いくつかの税関でユダヤ人が殺害されている。
1241年3月12日、モンゴル軍はハンガリー領に侵攻した。ベーラ4世は直ちにオーストリア公フリードリヒ2世に援助を求める手紙を送った。オーストリア公は3月末〜4月初頭頃に、武装に乏しい小規模な部隊を率いてハンガリー王国の首都ペシュトに到着した。オーストリア公はすぐに小規模な勝利を収め、シバン率いる部隊に属する2人のスパイを殺した。その直後、キプチャク人の指導者であるコチャンが殺された。この頃のオーストリア公の動向は定かではないが、彼は間もなくハンガリー王との関係を悪化させてペシュトを去った。
1241年4月11日のモヒの戦いの後、敗れたハンガリー王ベーラ4世はオーストリア方面に逃れ、プレスブルクで国境を越えた。この時、フリードリヒ公はベーラ4世を尋ねてプレスブルクを訪れ、当初同盟国としてこれを歓迎しドナウ川の西側に逃れるよう促した。しかし、ベーラ4世を手中に収めたフリードリヒ公は王をハインブルク城に誘い込み、6年前にベーラ4世に強請られた金額の返済と、かつてハンガリーからウィーン市民に課せられた強制徴税金の賠償を要求した。ベーラ4世は王冠の宝石を含む手持ちのすべての財産を渡したが、それでも3つの州を公爵に割譲することを余儀なくされた。それはおそらく、ドイツ人が多く住んでいた最西端のモーソン、ソプロン、ヴァスの3郡であった。解放されたベーラはクロアチアに向かった。 同じ頃、ベーラはフランス王ルイ9世に援助を求める手紙と、皇帝フリードリヒに軍事支援と引き換えにハンガリーを帝国に服従させる旨の手紙を送っている。皇帝はローマ教皇との対立が解決するまで援助できないと手紙で回答し、ハンガリー王に1237年から正式にドイツを支配していたコンラート4世に援助を要請するよう指示した。

## モンゴル軍の侵攻

### 北部ドイツ
3月10日には、テューリンゲン方伯ハインリヒ・ラスペがブラバント公アンリ2世に宛てて、国境を越えてポーランドに入ってきたモンゴル人の動きを詳細に報告している。1241年3月18日のフミェルニクの戦いの敗戦後、ポーランド大公ボレスワフ5世はモラヴィアに逃れた。1241年4月9日のレグニツァの戦いでヘンリク2世とチュートン騎士団に勝利すると、モンゴル軍はドイツ東部のマイセンとルサティアに入り、エルベ川まで進出した。このモンゴル軍のドイツ進出は『Annales sancti Pantaleonis』に言及されている。
4万の軍勢を整えていたボヘミア王ヴァーツラフ1世はドイツに退き、テューリンゲンやザクセンの援軍と合流した。ヴァーツラフ1世はモンゴル軍との直接戦闘は避けたものの、プラハなどの主要都市の要塞化を命じている。トレントのバルトロメオからブリクセンのエギノ司教に宛てた書簡によると、モンゴル軍は「ボヘミアとザクセンの国境を攻撃した」とある。この頃、フランスのテンプル騎士団長がフランス王に宛てた手紙には、「ボヘミアとハンガリーの軍隊が敗北した場合、これらタルタル人（＝モンゴル軍）はフランスまで立ち向かう者がいないと見なすだろう」と記されていた。
モンゴルの脅威に対抗するため、ドイツの教会の指導者たちは1241年4月にいくつかの会議を開き、モンゴルに対する十字軍を呼びかけ、ドイツとボヘミアの防衛のために断食と聖体行列を行うことを指示した。『Sächsische Weltchronik』と『Annales breves Wormatienses』によると、4月22日にメルセブルクで王子会議が開かれ、兵力の調達と活動の調整が行われたという。参加人員は不明な点が多いが、ザクセン公アルブレヒト1世とマイセン司教コンラート4世は5月7日までに軍隊を編成し、ケーニヒシュタイン城でヴァーツラフ1世と合流した。4月下旬には、当時ドイツの摂政を代行していたマインツ大司教ジークフリートの主宰により、ヘルフォルト（あるいはエアフルト）でも集会が開かれたが、軍隊の編成には至らなかった。
モンゴル軍は西進を続けずに東に引き返し、ボヘミアには入らなかった。ドイツ諸侯に書簡でモンゴル軍の進行を知らせたヴァーツラフ1世によると、モンゴル軍はボヘミアの国境から1日40マイル（64km）のペースで移動していたという。モンゴル軍はモラヴィア門で南に向きを変え、ズデーテン山地とカルパティア山脈の間を通り、オパヴァ付近でモラヴィアに入った。

### モラヴィア

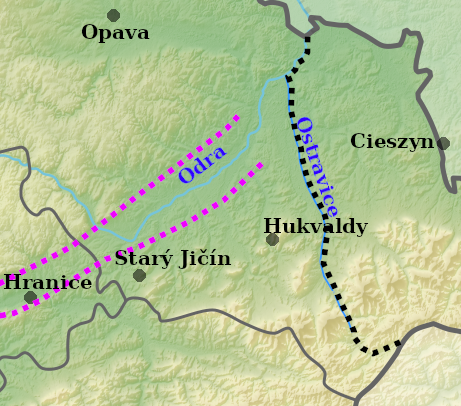
東モラヴィアのモラヴィア門（ピンクの点線）と帝国の国境（黒の点線）

レグニツァのモンゴル軍はオルダ、バイダル、カダアンの指揮下にあり、ヨーロッパ遠征軍副司令官スブタイの息子ウリヤンカダイもこの部隊に属していた。漢文史料の『元史』には以下のように記される。
ここで言う「捏迷思（乃は恐らく衍字）」とはスラヴ祖語によるドイツの呼称「němъ」を漢字音写したものであり、ウリヤンカダイがポーランド・ドイツ方面に進出した軍団に属していたことが分かる。
ボヘミアのフランシスコ会副大臣、ジアーノのヨルダンは、モンゴル軍がモラヴィアにいる間にプラハから手紙を書いており、5月9日以前にモンゴル軍がモラヴィア門を通過していたとする。他の史料ではオルダは4月下旬にはハンガリーにいたとされているので、モラヴィアの通過は1カ月もかからなかったとみられる。モンゴル軍の移動速度についてはトッレマッジョーレのロジャーや『Annales sancti Pantaleonis』なども言及しており、特に後者はモンゴル軍が本来ならば4日かかるところを、一昼夜でモラヴィアを横断したと誇張して記している。モンゴル軍はおそらく、トッレマッジョーレのロジャーがハンガリー門と呼ぶホレンコフ峠を通ってモラヴィアを出た。モンゴル軍がモラヴィアをどのように通過したかは不明であるが、最終的にはハンガリー王国領のトレンチーンの外でバトゥ・ハン率いる本隊と合流した。
『Annales sancti Pantaleonis』によると、モンゴル軍は通過中にモラヴィアのすべてを「城と要塞化された場所を除いて」荒廃させたという。モラヴィアの中でもオパヴァのみは、後にボヘミア王オタカル2世が1247年の憲章でモンゴル人がこの地域に与えた被害を理由に特権を与えたとされており、モンゴル軍の侵攻を受けたことが確認できる。オパヴァ以外の町や修道院の破壊に関する検証は、すべて19世紀に作られたものであって確実視できない。一方、モラヴィアにモンゴル軍が短期間滞在していたことを示す考古学的な証拠はまだ見つかっておらず、東アジアの漢文史料もモンゴル軍のモラヴィア侵攻について明確に言及していない。ボールハウゼンのジークフリートによると、多くのモラヴィア人難民がマイセンやチューリンゲンに現れたという。他にも多くの人が丘や森、沼地に逃げ込んだり、洞窟に隠れたりしたとされる。

### オーストリア
カダアン軍がベーラ王を追撃してアドリア海に向かったのと並行して、別働隊が5月下旬から6月上旬にハンガリー王国領からオーストリアに入った。モンゴル軍はオーストリアではドナウ川を渡らなかったが、北のコルノイブルクを略奪した。
1241年6月13日付のコンラート4世宛の書簡では、モンゴル軍がオーストリアに与えた被害を報告し、またモラヴァ川のほとりでモンゴル兵300人を殺したと見積もっている。その1週間後、1241年6月22日付のコンスタンツ司教ヘンリーへの手紙の中でフリードリヒ2世は犠牲者の見積もりを700人に上方修正し、自軍の死者を100人としている。このオーストリアへの侵攻は『Annales Garstenses』、『Annales Zwetlenses』、『Annales Sancrucenses』にも記載されている。最初の2つの年代記はモンゴル軍がオーストリアを無傷で去ったと記録しているが、『Annales Sancrucenses』のみはモンゴル軍が多くの死者を出したとしている。
パリのマシューはモンゴル襲撃の目撃者であるナルボンヌのイヴォからの手紙を引用し、ヴェンセスラウス王、フリードリヒ公、アクイレイア総主教ベルトルド、ケルンテン公ベルンハルト、バーデンのマルグラーヴ・ヘルマン5世、そして「ダルマチアの王子」が、ハンガリーからやってきたモンゴル軍よりウィーナー・ノイシュタットを救ったとする。このような記述は史実として認めがたいが、全くの虚構とも言えない。例えば、モンゴル軍が1241/42年の冬以前にドナウ川を渡ったことが記録されていないこともその一つである。イヴォは、ダルマチアの王子（おそらくメラニア公オットー2世）が8人の敵を捕らえたと信じているが、その中には何年もモンゴル軍に仕え、尋問で西欧ではそれまで知られていなかった多くのことを明らかにしたイギリス人も含まれていた。ウィーナー・ノイシュタットにおける戦闘の相手は、実際にはモンゴル軍ではなくコテンの死後にハンガリーを離れたキプチャク人（クマン人）の一団であったという説もある。より史実に近いとみられるのは、『Tewkesbury Annals』や『Chronique rimée』に記されているバイエルン公オットー2世によるモンゴル軍に対する勝利の記述であるが、それはおそらくモンゴル軍の一別働隊以上のものではなかったと考えられる。
1241年5月、バイエルン公オットー2世は教皇庁と対立していたコンラート4世とフリードリヒ2世に味方し、教皇公使アルベルト・フォン・ベハイムをバイエルンから追放した。5月下旬、フライジング司教コンラートは、ドナウ川流域におけるモンゴル軍の脅威についてコンスタンス公ヘンリーに手紙で知らせた。彼はヴァーツラフ1世がハンガリー王の助言を受けてモンゴルとの戦いを避けていることを報告した。
1241年12月下旬にモンゴル軍がハンガリー西部、オーストリア東部、モラヴィア南部に再び侵入したことが、マシューが引用するウィーンのベネディクト派修道院長からの1242年1月4日付の手紙に記録されている。

## 神聖ローマ側の対応

### フリードリヒ皇帝の対応
ローマ教皇と教皇によって破門された皇帝との内部対立は、帝国の東部国境にモンゴル軍が到った際の帝国の対応の妨げとなっていた。1241年5月、皇帝と教皇の代表は、対モンゴル軍共同戦線を維持するために、また教皇と皇帝の内部対立の解消のために会議を開いたものの、この会議は何ももたらさなかった。イタリアでは、フェラーラの司教フィリッポが、皇帝フリードリヒ2世がモンゴルに使者を送り、モンゴルと同盟を結ぶ書簡を受け取ったと主張して広めた。また、教皇の代理人がドイツで同様の噂を流している。
皇帝フリードリヒ2世はこの危機の間、イタリアに留まっていた。フリードリヒ2世は5-6月にイタリアから、モンゴルの脅威に対抗するための7つの指示をまとめた書簡をドイツに送った。その中には、技術を持たないモンゴル軍に恐怖心を与えるとされる石弓の使用を特に命じている。同じ忠告は数年後の『タルタルとの関係（Hystoria Tartarorum）』でも繰り返されている 。
6月20日、フリードリヒ2世はファエンツァで『Encyclica contra Tartaros』を発表した。これはタルタル人（モンゴル人）によるキエフの陥落、ハンガリーへの侵攻、そしてドイツへの脅威を広く知らしめ、各キリスト教国がキリスト教圏防衛のために適切な人員と武器の割り当てを行うことを要請する回勅であった。マシューが残した回勅の写しによると、回勅はフランス、スペイン、ウェールズ、アイルランド、イングランド、シュヴァーベン、デンマーク、イタリア、ブルゴーニュ、アプリア、クレタ、キプロス、シチリア、スコットランド、ノルウェーのカトリック諸国に宛てられており、それぞれの国の状勢に合わせて書かれていた。サンジェルマーノのリチャードは、西欧のすべての王子に写しが送られたと述べ、フランス王への手紙の冒頭を引用している。回勅の中で、フリードリヒ2世はハンガリー王国の服従を受け入れたことを示している。

### コンラート4世の反モンゴル十字軍
大司教ジークフリートは世俗諸侯の助言を受け、ヘルフォルトでの集会後の4月25日に、モンゴル軍に対する十字軍を説く指示を公布した。マインツ大司教区、ケルン大司教区、トリーア大司教区、コンスタンツ大司教区、シボト大司教が修道士に説教を依頼したアウクスブルク大司教区、ストラスブール市で説教が行われた。『Annales sancti Pantaleonis』によると、ドミニコ会とフランシスコ会によってドイツ全土で十字軍が説教されたという。
5月19日、ジークフリートの助けを借りて、13歳のコンラート4世はエスリンゲンで集会を開き、そこで十字軍の誓いを立てた。この誓いは1241年11月11日までを期限とするものであったが、ベーラ4世は1241年から42年の冬の初めにモンゴル軍がドイツ方面に侵攻する計画があることを彼に警告した。コンラート4世はエスリンゲンでモンゴル軍に対抗する戦力を結集するために、ドイツ全土にラント平和令を宣言した。司教たちはドイツ全土でこの目的のために寄付を募った。
コンラート4世は7月1日にニュルンベルクに軍を集結させることを決定した。6月、教皇グレゴリウス9世はドイツの数人の司教に十字軍の宣教を促す手紙を出した。ハイリゲンクロイツ修道院の修道院長とウィーンのドミニコ会の院長もそれぞれの地方で十字軍を宣教するよう命じられた。6月19日、グレゴリウス9世はフリードリヒ公から受け取った手紙を参考に、ドイツとボヘミアの防衛のために、3日前にハンガリーのために出したものと同様に、正式な免罪符を発行した。
十字軍の誓いを立てて帝国軍に参加したことが知られている人々の中には、ブラウンシュヴァイク公オットー1世、ケルン大司教コンラート、チロル伯アルベルト4世、ウルテン伯ウルリッヒ、ヘルフェンシュタイン伯ルイなどがいる。これらの呼びかけに応えた諸侯の居住地が広範囲に広がっていることから、十字軍派遣の呼びかけがドイツ全土で広く行われていたことがわかる。一方、オーストリア公フリードリヒは6月13日付の書簡で、「暴風」と呼称するモンゴル軍とすでに交戦中であるため、十字軍には参加しないと述べた。 彼はコンラート4世に、ドイツにクロスボウを持ってくるよう依頼した。 また、シュヴァーベン、フランケン、バイエルン、ラインラントの騎士をオーストリアに、ザクセン、マイセン、チューリンゲンの騎士をボヘミアに移動させるよう助言した。
十字軍は予定通りニュルンベルクに集結し、7月16日にはヴァイデンまで進軍した。コンラート4世がボヘミアに向かって進軍していたのか、オーストリアに向かって進軍していたのかは不明である。この頃にはモンゴル軍がドイツを脅かすことはないことが明らかになったため十字軍は解散し、結局十字軍がモンゴル軍と接触することはなかった。十字軍の行動を示す最後の情報は、7月20日にチロル伯が発行した憲章である。
『Annales breves Wormatienses』と『Gesta Treverorum』によると、ヴォルムスの司教ランドルフを除いて、司教や王子たちは十字軍のために集めた金を自分たちの間で分け合っていた。コンラート4世のドイツでの摂政であるマインツのジークフリートが教皇派に離反したことが、コンラート4世が十字軍の終了を決定する直接的な原因となったと考えられている。十字軍はモンゴルとの戦闘には至らなかったが、『Annales sancti Trudperti』や『Annales Zwifaltenses』などは、モンゴル軍がヨーロッパから撤退したのは、ドイツ軍の威嚇によるものだとしている。ドイツやオーストリアの民族主義的な近代史家も、このような史観を支持している。実際には、モンゴル軍の本来の目的はキプチャク人を保護したハンガリー王を討伐することにあったので、ドイツには武力侵攻しなかったのだと考えられる。

### 勝利の報告

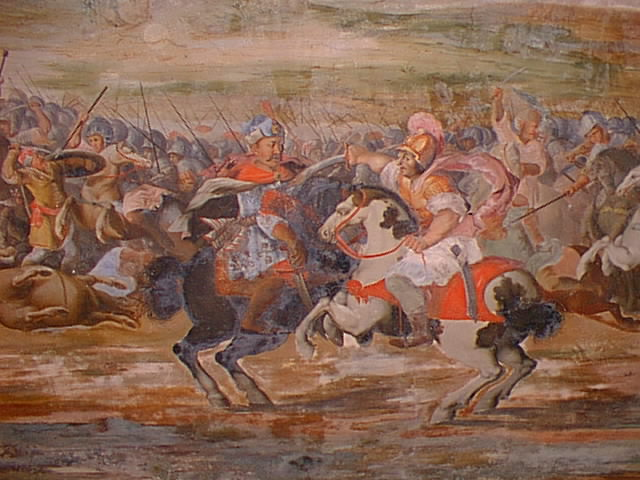
ヤロスラフとバイダルの遭遇。19世紀のフレスコ画より。

ドイツ兵がモンゴル軍に大勝利したという噂は、確実な裏付けがないにもかかわらずエジプト、アルメニア、イスラム圏のスペインにまで広がっていた。『History of the Patriarchs of Alexandria』や『Chronological History of Mekhitar of Ayrivank』に言及されている。コリゴス侯ハイトンの『東方史の華』には、オーストリア公爵とボヘミア王がドナウ川でモンゴル軍を撃退し、バツは溺死したと記されている。また、『Liber secretorum fidelium crucis』もドナウ川でのオーストリア公の勝利を示唆している。イブン・サイード・マグリビーの『Kitāb al-jughrāfiyya』には、ドイツとハンガリーの連合軍がシベニクの近くでモンゴル軍を破ったと記されている。マシューはコンラート4世とその弟であるサルデーニャ王エンツォがデルフェオ川（恐らくははドニエプル川）のほとりでモンゴル軍を破ったと述べている。
後のモラヴィアの歴史書では、1241年のモンゴル軍の侵攻はバーベンベルク継承戦争の一部である1253年のハンガリー軍の侵攻と混同されている。これは、ハンガリー軍に異教徒のキプチャク人が含まれていたため、モンゴル軍と混同されたものと考えられる。この時、ハンガリー軍はオロモウツを包囲した。ヴァーツラフ・ハジェックのチェコ年代記（1541年）では、オロモウツでのハンガリー軍の勝利が敗北に変えられており、モラヴィアの指導者はシュテルンベルグのヤロスラフとなっている。当時のシュテルンベルグ城の実質的な城主はズデスラフで、その息子のヤロスラフは軍事行動に参加するには若すぎたのだとみられる。ヨハネス・ドゥブラヴィウスの『ボヘミア王国史』（1552年）では、オロモウツの包囲は1241年のことで、モンゴル軍の仕業とされている。後世の歴史家はこれらの記述を組み合わせて、シュテルンベルグのヤロスラフがオロモウツの前でモンゴル軍を撃破し、バイダルを殺害した国民的英雄に仕立て上げた。実際には、1246年の時点でバイダルは存命であった。

## その後の十字軍
モンゴル軍の脅威が去った後も、教皇インノケンティウス4世は1243年8月にドイツで、1253年春にはボヘミアとモラヴィア全域で、モンゴル軍に対する十字軍を説くように呼びかけた。次に、1258年6月教皇アレクサンデル4世はドイツ、ボヘミア、モラヴィアで新たな十字軍を説くよう求めた。1265年6月、クレメンス4世はベーラ4世からの報告を受けて、神聖ローマ帝国内のオーストリア、ボヘミア、ブランデンブルク、カリンシア、シュタイアでモンゴル軍に対する新たな十字軍を説くよう命じた。
その後、モンゴル軍に対する十字軍は長く説かれなかったが、1288年に教皇ニコラウス4世はボヘミアでの説教を命じた。ヴィンタートゥールのジョンは、1340年のモンゴルのポーランド侵攻の際にブランデンブルクを攻撃したことを報告している。コルナッツァーノのジョンの『Historia Parmensis』によると、当時はモンゴルがボヘミアを攻撃するつもりではないかとの噂もあった。プラハのフランシスによると、神聖ローマ皇帝ルートヴィヒ4世はポーランドを援助することを拒否していたが、ガルヴァノ・フィアンマによると、ボヘミアのヨハン盲目王と同様に「多数のドイツ人」がポーランドの防衛に参加したという。教皇ベネディクトゥス12世は、ポーランド王カジミェシュ3世の要請に応え、1340年にボヘミアで十字軍を説くことを命じた。1351年3月、クレメンス6世はポーランドの聖職者に、ポーランド防衛のためにボヘミアでモンゴル軍に対する十字軍を説くことを許可した。